# 서부긴귀박쥐
서부긴귀박쥐(Nyctophilus major)는 애기박쥐과에 속하는 박쥐의 일종이다. 오스트레일리아의 토착종이다.

## 특징
작은 크기의 박쥐로 머리부터 몸까지 몸길이는 65mm, 전완장은 39.3~48.4mm, 꼬리 길이는 40mm이다. 귀 길이는 21.5~28.6mm이고, 몸무게는 최대 16.5g이다.

## 분포 및 서식지
오스트레일리아 남서부 지역의 토착종이다. 경엽수림 건조림에서 서식한다.